# Aureliano de Sousa e Oliveira Coutinho
Aureliano de Sousa e Oliveira Coutinho, o Visconde de Sepetiba, GCNSC (Niterói, 21 de julho de 1800 – Niterói, 25 de setembro de 1855), foi um juiz de fora, juiz de órfãos e político brasileiro.
Destaque no Império na primeira metade do Segundo Reinado, Aureliano foi um homem de grande valor para o jovem imperador Dom Pedro II, decorrente da sua formação como bacharel em Direito e das suas habilidades como comerciante, jornalista, diplomata e militar. Com toda a influência que tinha, o Visconde de Sepetiba organizava bailes concorridos em sua casa, onde boa parte da elite carioca se reunia em busca de diversão, poder e novos aliados.

## Biografia
Nascido na Freguesia de Itaipu, pertencente ao então povoado da Praia Grande, atual Niterói, Aureliano Coutinho era filho de coronel de mesmo nome. Matriculou-se na Academia Militar na juventude e, depois, com a ajuda de seu pai, conseguiu uma bolsa de Dom João VI, para estudar ciências naturais na Universidade de Coimbra, em 21 de julho de 1820, mas acabou estudando Direito no mesmo local. Retornou ao Brasil em 1825, sendo enviado para São João del-Rei para atuar como juiz de fora e ouvidor.

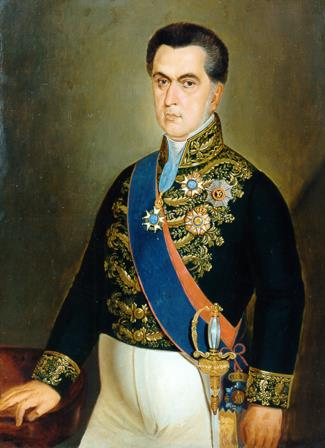
Visconde de Sepetiba, da coleção Museu Histórico Nacional.

Foi eleito deputado geral, em Minas Gerais. Posteriormente foi escolhido presidente das províncias de São Paulo (de 5 de janeiro a 17 de abril de 1831), e do Rio de Janeiro (de 12 de abril de 1844 a 1 de janeiro de 1845 e de 1845 a 4 de abril de 1848). No Rio  foi responsável pela construção do canal de Magé e por uma nova estrada da Serra da Estrela, para a qual trouxe 500 famílias de alemães da Europa, que depois se instalaram em uma colônia denominada Petrópolis.
Foi também ministro da Justiça (24 de julho de 1840) e dos Negócios Estrangeiros (23 de maio de 1833 a 16 de janeiro de 1835 e depois em 1841), e senador do Império do Brasil de 1843 a 1855. Como ministro da Justiça, combateu o Partido Restaurador e a Sociedade Militar, sendo responsável pelo controle dos motins ocorridos no Rio de Janeiro, em dezembro de 1833 e pela prisão do tutor de D. Pedro II, José Bonifácio de Andrada, suspeito por conspirar pela restauração de D. Pedro I.
Líder do chamado Clube da Joana, exerceu enorme influência sobre o Imperador Dom Pedro II no início de seu reinado. Foi membro e vice-presidente do Instituto Histórico e Geográfico Brasileiro, agraciado como cavaleiro da Imperial Ordem de Cristo e Imperial Ordem da Rosa.
Através de seus acordos políticos, Aureliano ajudou a canalizar as águas, franqueou os portos, tornou os rios navegáveis, melhorou o sistema viário e deixou a agricultura e a indústria mais sustentáveis. Alguns dos projetos de Coutinho foram sufocados após a sua saída do ministério.
No mês de agosto que antecedeu a Independência, a saúde de Coutinho começou a dar sinais de fragilidade, as dores e a febre deixaram o corpo tão debilitado, que no dia 7 de Setembro ele não conseguiu nem falar como representante do Instituto Histórico, parabenizando a nação pelo ato histórico.
Sua ascensão na sociedade se deu por diversos fatores. Uma das principais decisões que impulsionaram essa popularidade foi sua entrada como juiz, em Minas Gerais e sua função como jornalista. Com essa segunda profissão, seus feitos alcançaram não só a elite, mas todo o povo. Sua vida pública era cercada de membros da elite e da imprensa, que na época era comandada por nobres membros da sociedade burguesa.

## Carreira política

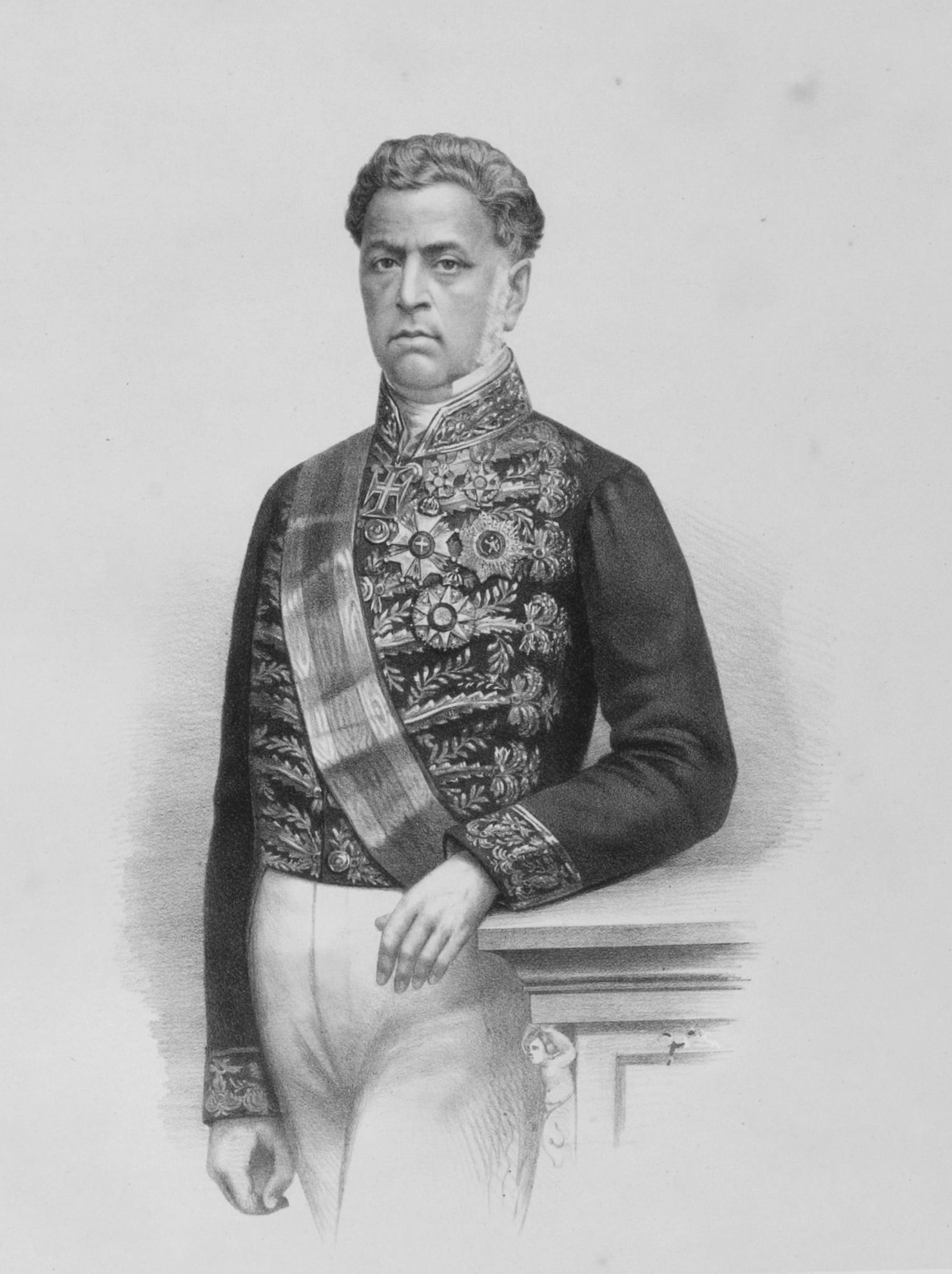
O Visconde de Sepetiba (S. A. Sisson).

Coutinho demonstrava uma forte preocupação pela parcela mais frágil da sociedade. Além das grandes obras para auxiliar em uma cidade mais limpa e bonita para todos, ele buscou também intervir em relação a escravidão, lutando silenciosamente para que essa prática acabasse. Há também registros de parcerias entre Aureliano e o juiz de órfãos da Corte. Embora tenha muitas características militares em seu sistema político, o Visconde de Sepetiba possuía traços sensíveis em sua personalidade e em seus feitos, preocupado em atingir não só a elite.
Voltando para o Brasil, após a graduação, Aureliano prestou serviços como ouvidor e juiz de fora em São João del Rei e Ouro Preto, de 1826 a 1830, onde desposou a filha de um renomado comerciante. Saindo de Minas Gerais, ele seguiu rumo ao Rio de Janeiro, onde foi eleito deputado do Império em 1830. Após se aliar a equipe de Evaristo da Veiga, permaneceu por 3 meses em São Paulo, pois havia sido indicado como presidente da província. De volta ao Rio, Coutinho se apresentou como coadjuvante na polícia da corte, que foi liderada por Feijó. Com a saída do líder, Aureliano tomou a frente e assumiu a pasta do Império, seguida pela da Justiça e o ministério dos Estrangeiros.
Em 1835, ele deixou o ministério para ser desembargador no Rio de Janeiro, mas logo retornou como ministro dos Estrangeiros, em sua maioridade. Logo depois ele foi escolhido conselheiro de Estado e, em 1842, nomeado senador para a vaga de Marquês de Barbacena. Embora este último evento tenha misteriosas lacunas, há relatos de Barbacena possa ter sido o homem que auxiliou a entrada de Aureliano na corte.
Aureliano acolheu também homens aspirantes à elite fluminense e os órfãos políticos, pós independência. Aproximando-se inevitavelmente da grande sociedade e fazendo-se conhecer no meio. Em 21 de abril de 1832, uma notícia foi publicada sobre as estratégias de Coutinho, dizendo que sua amizade com as forças militares era pensada justamente para manter a ordem e evitar conflitos e motins, visando a entrega de um bom serviço prestado ao Império e, mais tarde, à República. A informação causa alvoroço, mas revela que o elo da nobreza e dos militares tem uma antiga origem e uma duradoura parceria.

## Vínculos

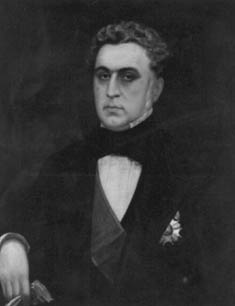
Visconde de Sepetiba, da coleção Museu Histórico Nacional.

Na carreira militar, Aureliano conheceu Paulo Barbosa da Silva, que prestou serviços ao país. Com hábitos apurados e uma boa educação, Coutinho o nomeou mordomo da corte e, a partir daí, Barbosa passou a relatar tudo que acontecia no Palácio. Ambos faziam parte da Facção áulica.
João Paulo dos Santos Barreto foi um grande amigo de Aureliano e o auxiliava em questões políticas. Após assinar um texto demonstrando a lealdade das tropas do governo e concordando com a Constituição e a Independência do Brasil, ele se tornou organizador do gabinete e acumulou a função de mordomo-mor de São Cristóvão. Há grandes probabilidades de que a perda de seu prestígio, acumulada com a queda da facção áulica tenha gerado sua retirada do ministério naquele mesmo ano.
Henriques de Rezende, o Cônego Januário da Cunha Barbosa e o Bispo Crisópolis são três figuras religiosas que também marcaram a história de Coutinho, presentes diretamente na facção áulica, deixando claro como o apoio religioso foi de grande influência para a inserção do grupo na sociedade da época.
Embora sua relação com José Bonifácio de Andrada não tenha sido muito boa, há relatos de que, após a fundação da facção áulica e a simpatia pela causa da Maioridade, Aureliano Coutinho tenha estreitado os laços de amizade com a família de Bonifácio, ao ponto que, os irmãos do mesmo fizessem parte do grupo restrito fundado pelo Visconde de Sepetiba.

## Realizações políticas e comerciais
Embora pouco seja registrado sobre suas relações pessoais na história, Aureliano auxiliou na realização de diversos grandes negócios, atuando como um dos fundadores da Caixa Econômica do Rio de Janeiro, da Colônia de Petrópolis e da Nova Carioca. Fundou também a Companhia de ônibus do Rio de Janeiro, do Monte Pio dos funcionários e da Casa de Conceição. As ações de Aureliano Coutinho são importantes para o pensamento urbanístico do Brasil do século XIX. Ele idealizou o Rio de Janeiro, junto com Paulo Barbosa, com princípios de salubridade, beleza e circulação, com o pensamento voltado a construir uma cidade pautada na igualdade de todos.
"Pelo meio dos ditos terrenos pretende o Governo mandar construir um Canal, que venha terminar em uma bacia no referido largo; conciliando assim a salubridade e aformoseamento do lugar, com a comodidade dos habitantes aos quais serão ali levados muitos gêneros, que ora vêm procurar aos mercados da Cidade. As águas, que o mau estado das calçadas em umas ruas, e em outras a falta absoluta delas, conserva estagnadas, até que a ação do Sol as faz desaparecer pela evaporação, não podem deixar de exercer uma nociva influência na saúde dos habitantes. O Governo, por este motivo, determinou à Câmara Municipal que fizesse proceder ao Orçamento da despesa, que um tal objeto poderá exigir: e acha-se disposto a tomá-lo em consideração, logo que o orçamento lhe seja apresentado." (16 BARÃO DE VASCONCELOS & BARÃO SMITH DE VASCONCELOS. op. Cit)
Ainda pensando nisso, Coutinho se destaca por lutar pela mão de obra livre em diversos momentos. Em uma carta redigida, ele solicita a destruição do pelourinho, pela prática histórica de punições praticadas no local. De acordo com ele, as punições para os trabalhadores deveriam ser mais brandas e focadas na correção do erro, não na humilhação pública. Além disso, recebeu ainda diversas condecorações como a da Grã-Cruz da Ordem Real da Bélgica, da Ordem de Carlos III da Espanha, de Grão Ducado de Hesse Darmestadt, de Nossa Senhora da Conceição da Vila Viçosa de Portugal, da Real Ordem de Fernando de Nápoles, de Alexandre Nevsky.

## Imprensa
Ele teve ainda um jornal chamado “A verdade”, em que se destacavam notícias sobre educação, ilustrações e artigos sobre acontecimentos e instituições do exterior. Entre 1832 e 1834, este jornal foi de extrema importância para a ascensão de Coutinho, já que foi por conta da destituição de José Bonifácio da tutoria de D. Pedro II, decorrente entre o combate entre as regências, que o Visconde de Sepetiba garantiu um espaço maior entre a nobreza. Entre 1837 e 1840, Aureliano escreve também para o jornal Sentinela da Verdade, liderado por seu irmão Saturnino. Este jornal era destinado aos liberais moderados e disputas políticas, circulando as terças, quintas e sábados. Trazia ainda pequenas partes de artigos publicados em outros jornais do país, sobretudo, o Aurora Fluminense.
Na primeira edição do periódico, Coutinho afirma ao leitor as intenções de A Verdade: “amar sua pátria é fazer todos os seus esforços para que ela seja temível de fora e tranquila interiormente. As vitórias e os tratados vantajosos lhe atraem o respeito das nações” Após a primeira publicação, o jornal passou a tomar partido em certos momentos auxiliando, inclusive, o líder com sua entrada política na corte e o ganho de confiança da elite carioca.
Otávio Tarquinio de Souza disse sobre a situação da imprensa na época: "A vida não era cômoda nos tempos regenciais; por toda parte a agitação, a turbulência, o perigo de subversão da ordem pública, as „rusgas‟, os motins, as sedições. Os boatos alarmavam as cidades, sobretudo o Rio de Janeiro; a liberdade de imprensa dava ensejo aos piores abusos [...] quase todos os jornais eram órgãos de mesquinhas paixões.
Um outro episódio que marca o posicionamento exposto do periódico ocorreu em 7 de Agosto, quando é noticiado o afastamento de Aureliano do cargo de Intendência de Polícia da Corte. Dias depois, um grande discurso de Honório Hermeto Carneiro Leão marca as páginas dos jornais por 3 dias, apoiando e buscando a parceria da ala moderada da sociedade. Sobre os partidos, Coutinho relata que "o espírito de partidos é sem dúvida o maior fragelo [sic] que pode pesar sobre um povo: e se ele é funesto para uma nação já veterana na carreira da liberdade, como não o será para com aquela que de pouco lança os primeiros fundamentos, ainda mal combinados para paz e prosperidade".  Ainda nesse mesmo período, A verdade volta a atacar nomes como o de José Bonifácio e Holanda Cavalcanti.
Sobre sua própria demissão do ministério, Honório Leão diz: "“A administração sabe muito bem o que são os cortesãos [sic] , os áulicos, a administração sabe muito bem o que são os homens interesseiros que servem todas as administrações, mas que levam em vista, não os interesses do país, o bem da nação, a prosperidade do governo imperial, mas seus interesses particulares.” 

## A facção áulica de Aureliano
A facção áulica surgiu possivelmente na abdicação de Dom Pedro I e se fortaleceu no ano de 1834, projetando-se na corte e superando personalidades de forte influência, como José Bonifácio ou do Marquês de Abrantes. Com eventos filantrópicos e culturais, o grupo passou a ser visto na nobreza e passou a ter uma extensão maior. O líder, Aureliano, possuía laços fortes com Dom Pedro II e o seu antecessor, por isso, conseguia juntar duas gerações nobres de pessoas capazes de mudar a realidade do Brasil.
O grupo foi constituído por homens de estado que, em sua maioria, tinham influências no exterior, já que na época, os partidos políticos não eram tão fortes e o valimento era um instrumento de grande credibilidade para ascender na alta burocracia do Estado. Aureliano possuiu um grande papel no jogo de poder e no imaginário político da época, mas sua atuação aconteceu nos bastidores, reservado de escândalos e altas exposições.
Aureliano apoiou também o golpe da maioridade, junto a boa parte do grupo áulico. Sobre isso, José Antônio Marinho disse que " os maioristas triunfaram; seus nomes saíram das urnas carregados de sufrágios, e ao país mostrou que estava cansado de sofrer o exclusivo domínio de homens que, com tanto escândalo, o usufruíam, e arruinavam. O Gabinete, bem que de um modo atroz guerreado, ia satisfazendo a expectativa dos bons brasileiros. Ele não praticou violência ou perseguição alguma; deixou em seus empregos, fortes e declarados oposicionistas, e tudo emprenhou para extinguir as animosidades dos partidos e a irritação dos ânimos."
Pouco se sabe sobre os membros da facção áulica, mas segundo a pesquisa Palacianos e aulicismo no segundo reinado - a facção áulica de aureliano coutinho e os bastidores da corte de D. Pedro, realizada por Julio Bentivoglio: "Além de Aureliano, mas efetivamente, em torno deste, poderíamos juntar o mordomo-mor Paulo Barbosa da Silva, Cândido José de Araújo Viana (visconde de Sapucaí), Manuel de Andrade Souto Maior Pinto Coelho (marquês de Itanhaém), frei Pedro de Santa Maria (futuro bispo de Crisópolis), Saturnino de Souza e Oliveira (irmão de Aureliano), José Domingues Moncorvo (seu cunhado), Joaquim José de Azevedo – visconde do Rio Seco –, José Feliciano Fernandes Ribeiro (visconde de São Leopoldo, amigo íntimo de Aureliano), José Martins da Cruz Jobim, João Paulo dos Santos Barreto e Antônio Pinto Chichorro da Gama, além de Mariana Carlota de Verna Magalhães Coutinho, primeira e única condessa de Belmonte, camareira-mor nomeada por D. Pedro I, destituída por José Bonifácio em 1832 e reconduzida ao posto por Aureliano em 1834. Forçoso é dizer que a historiografia pouco considera a importância desta, como de outras importantes figuras femininas na corte, na condução dos negócios políticos. Foi o afastamento dela, por José Bonifácio, que levou à destituição do tutor, seguramente graças às informações que ela possuía e continuava colhendo de seus amigos na corte. Localizar outros integrantes da facção é mais difícil. Outros nomes são também prováveis, como o do visconde de Barbacena, Raymundo José da Cunha Mattos, cônego Januário da Cunha Barbosa, Venâncio Henriques de Rezende, José Antônio da Silva Maia, José Antônio Lisboa, Caetano Lopes Gama e o magistrado e senador José Clemente Pereira. É ainda possível que outros membros fundadores do Instituto Histórico e Geográfico Brasileiro, também possuíssem vínculos com os áulicos, ou ainda tivessem sido integrantes do grupo, notadamente aqueles cujos pais integraram o funcionalismo público ou participaram da alta burocracia estatal durante o governo de D. Pedro. Uma hipótese a se considerar são possíveis laços existentes entre Antônio da Silva Pinho, Aureliano, Caetano Maria Lopes Gama, Cândido José de Araújo Viana, Montezuma, José Antônio da Silva Maia, José Clemente Pereira, Rodrigo Silva Pontes e José Marcelino R. Cabral, todos formados em Direito em Coimbra na mesma época".
Embora seja atribuído a Aureliano a liderança da Facção, talvez tenha existido um nome que dividiu com ele essa responsabilidade: Araújo Vianna era mestre de Dom Pedro II desde a juventude e possuía fortes vínculos com a elite carioca, no Senado e no Parlamento. Entre 1831 e 1848, aproximadamente 11% dos participantes da facção áulica haviam passado pelos ministérios. 20 ministros foram instituídos com influência deste grupo.
Anteriormente, para ser áulico era necessário algum título de nobreza ou validação da corte em algum aspecto, mas uma denúncia feita em 1847 mudou algumas concepções no Reinado.
Aureliano Coutinho foi acusado de liderar um grupo que manipulava decisões de Dom Pedro II e interferia diretamente na formação dos gabinetes. O termo áulico passou a ser usado pela oposição como todo nobre que tivesse algum tipo de interferência manipulável no segundo reinado.  Eles eram vistos como pessoas que utilizavam da sua posição social para garantir vantagens referente ao monarca. No ano seguinte da denúncia “A Dissolução do Gabinete de 5 de maio ou a facção áulica de Firmino Rodrigues”, o 9º Gabinete foi formado sem nenhum áulico. Naquele ano, o Parlamento foi dissolvido e o governo passou a ser administrado de forma liberal.